# Leandris
Leandris (altgriechisch Λεανδρίς Leandrís, weibliche Form von Leandros) war in der griechischen Mythologie die Frau des spartanischen Königs Anaxandros aus dem Hause der Agiaden und die Mutter von Eurykratidas.
Als die Spartaner Messenien erobert hatten, führten sie Frauen als Kriegsbeute mit nach Hause. Aufgrund eines Traumes wählte sich Leandris eine Frau aus. Diese hieß Kleo und war die Priesterin der Thetis. Leandris bemerkte, dass Kleo das Kultbild der Göttin mit sich führte und ließ in Sparta ein Thetisheiligtum errichten, um darin das Holzbild aufzubewahren.